# Хохлатая желна
Хохлатая желна́ (лат. Dryocopus pileatus) — птица рода желны семейства дятловых, широко представленная в Северной Америке.

## Описание
Длина тела составляет от 40 до 49 см, масса от 250 до 350 г. Оперение в основном чёрное с красным хохолком и белой полосой, спускающейся по бокам до шеи. Самцы имеют больше красной окраски на лбу, а также полосу, которая идёт от клюва до горла, а у самок эти части тела — чёрные. Нижние края крыльев — белые. Внешне они напоминают дятлов двух других видов: белоклювого дятла, обитающего на юго-востоке США и на Кубе, и императорского дятла, обитавшего в Мексике. Однако два последних вида крайне редки, а возможно, вообще исчезли.

## Распространение и образ жизни
Хохлатая желна ведёт оседлый образ жизни. Она обитает в лесах с высокими деревьями на востоке Канады и на части тихоокеанского побережья Канады и США. Обычно создаёт гнёзда в дуплах мёртвых деревьев. Ежегодно покидает старое гнездо и создаёт новое. Эти птицы с ярким оперением посещают пригороды в поисках старых плодовых деревьев (яблони, груши), древесина которых содержит съедобных насекомых, нередко наведываются пары.

## Рацион
Питается в основном насекомыми (личинками жука-навозника и крупными муравьями), а также фруктами и ягодами. Часто выдалбливает отверстия в стволах деревьев в поисках насекомых.

## Голос
Голос весьма похож на смех золотого шилоклювого дятла. Звук удара по дереву очень громкий, напоминает удар молота.

## Галерея

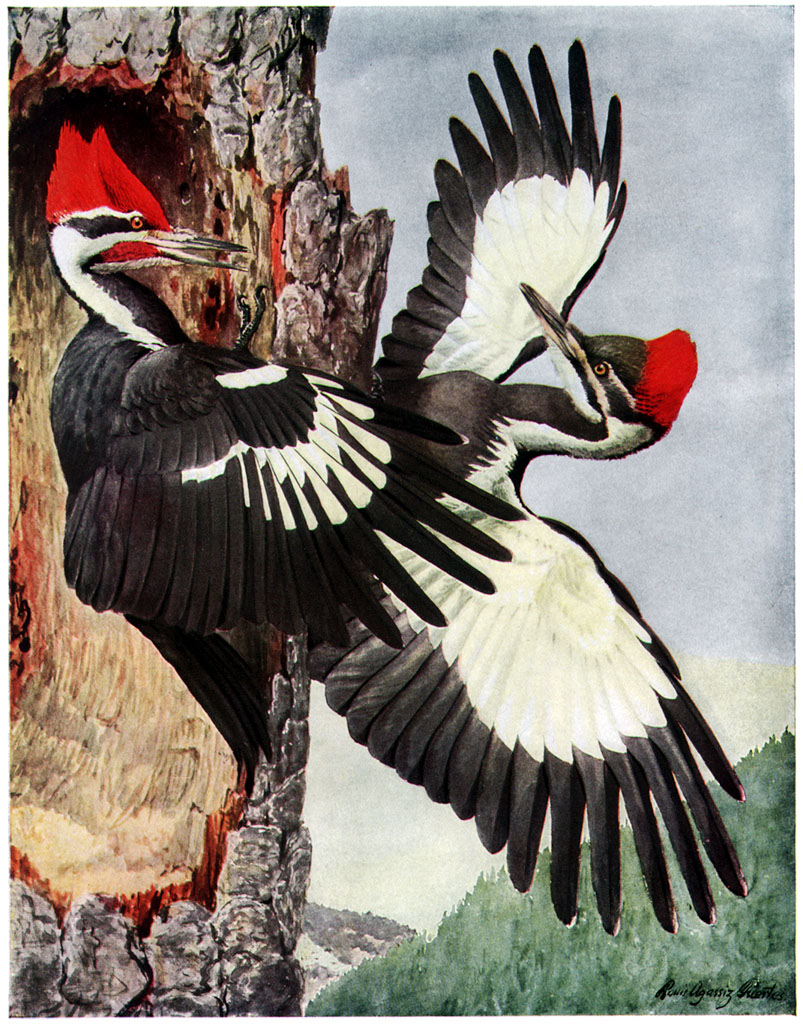
Иллюстрация
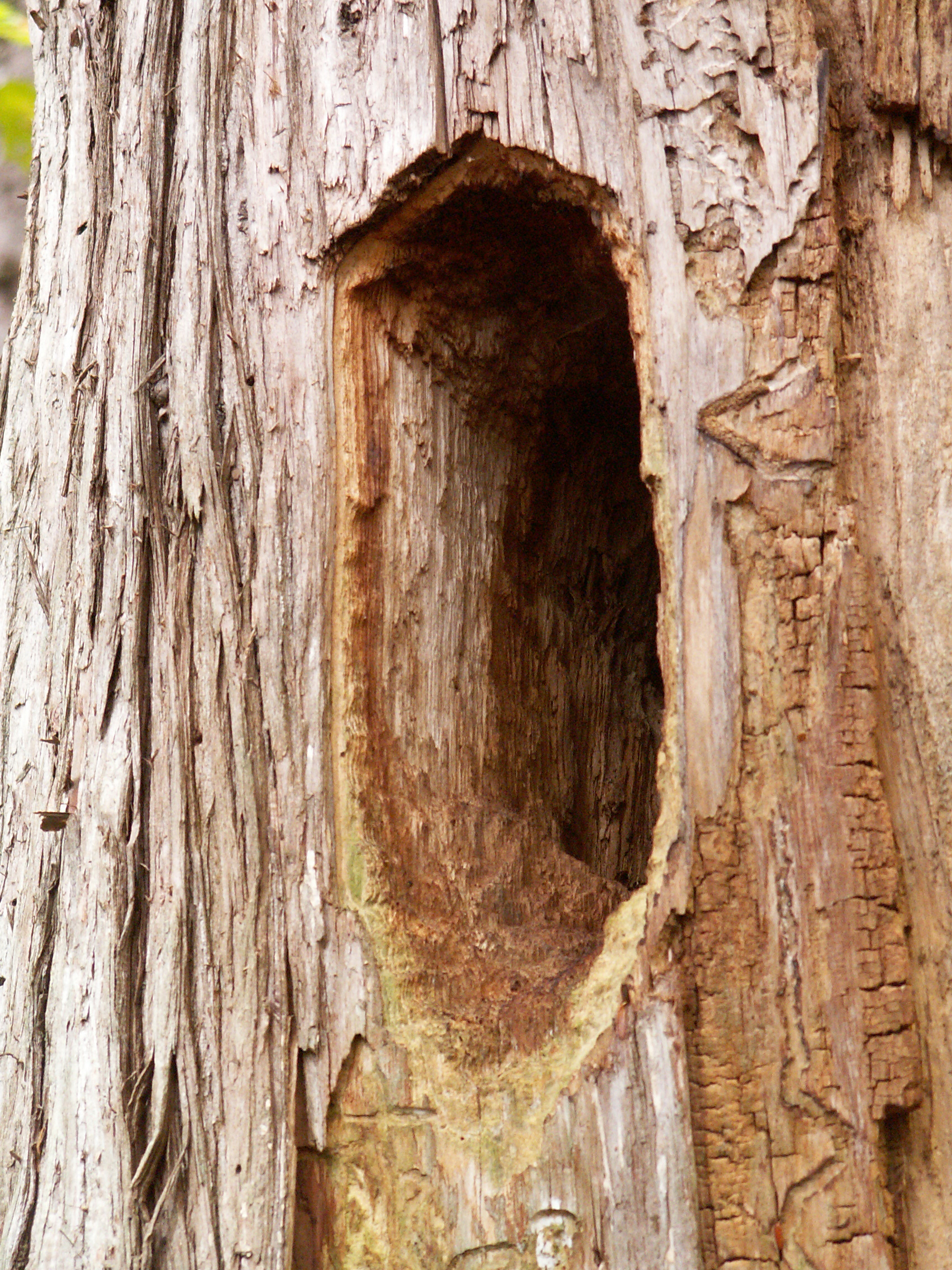
Дупло хохлатой желны в стволе западной туи
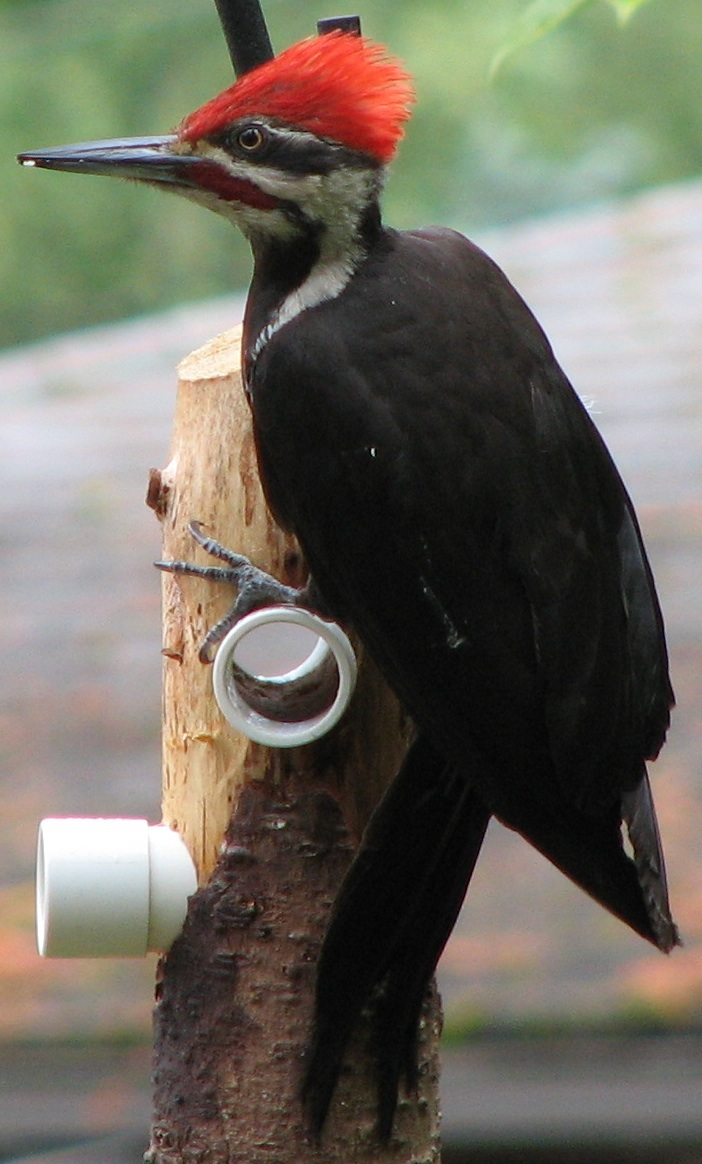
Хохлатая желна у кормушки
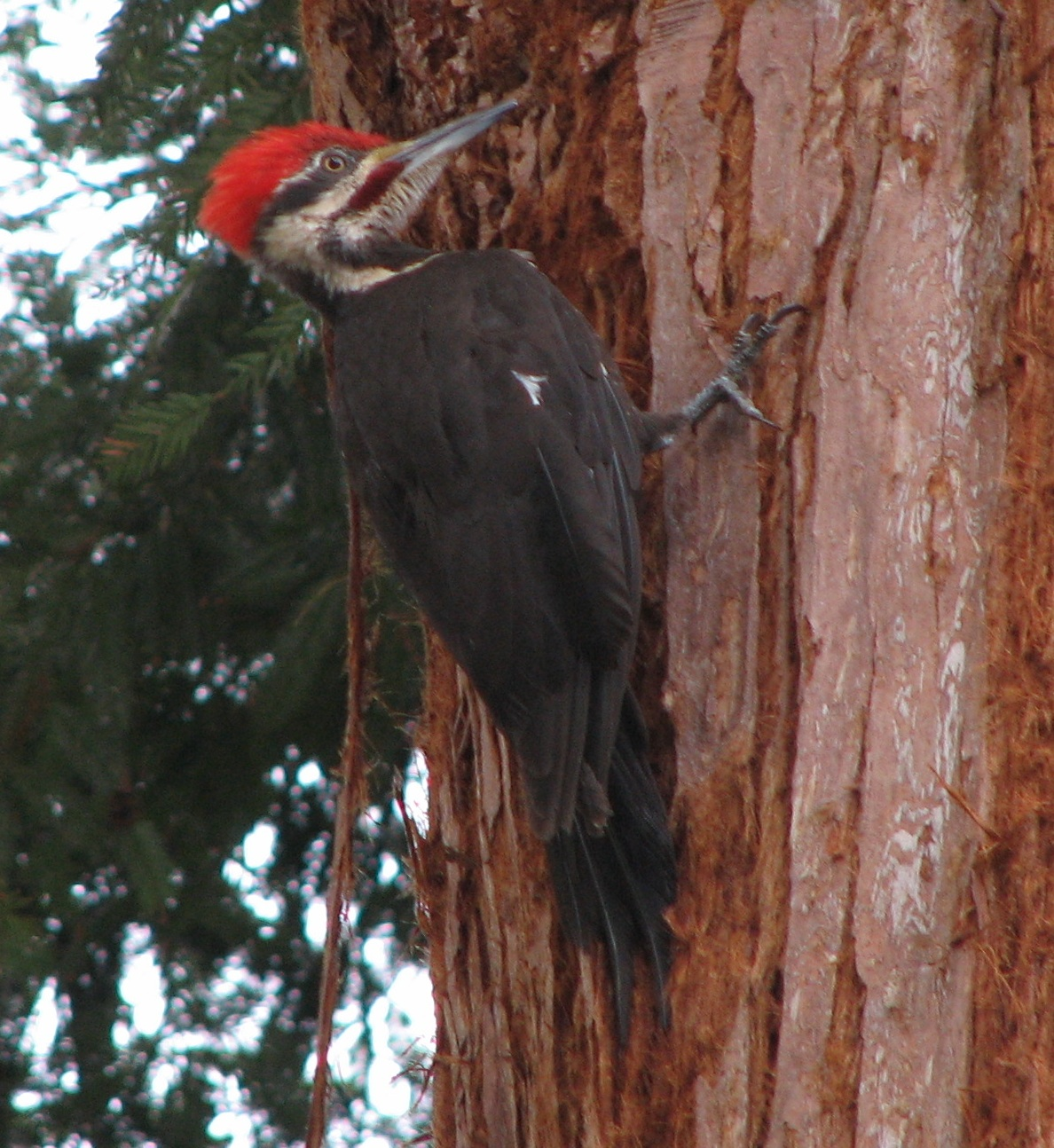
Самец
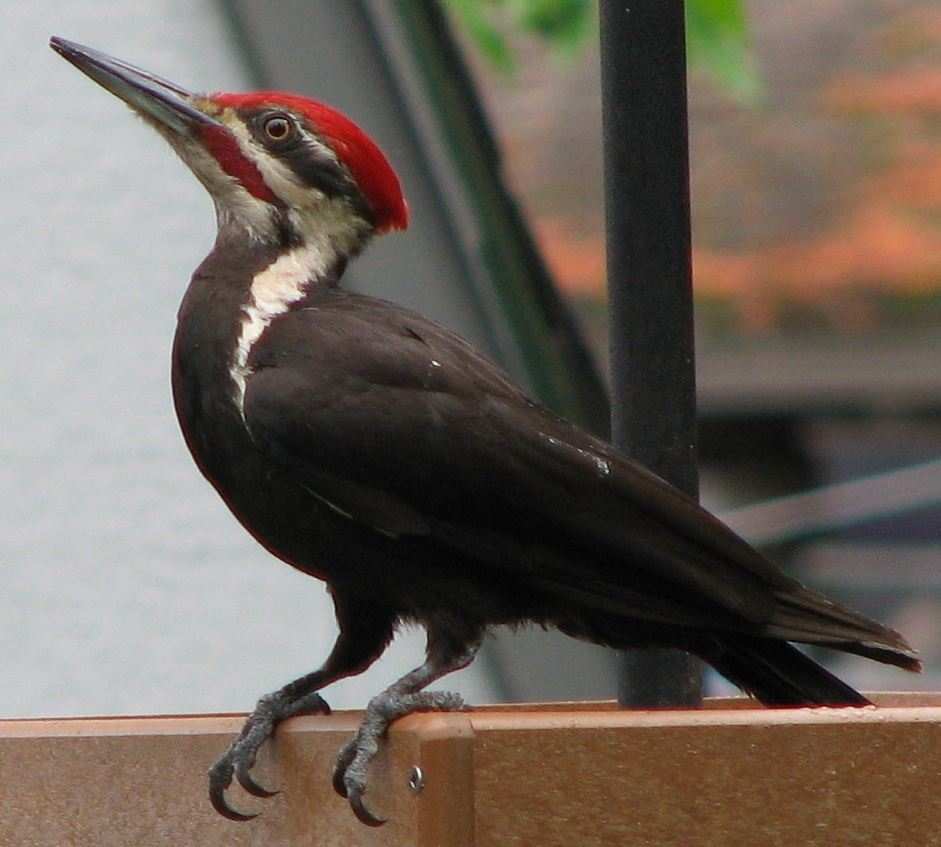
Самец
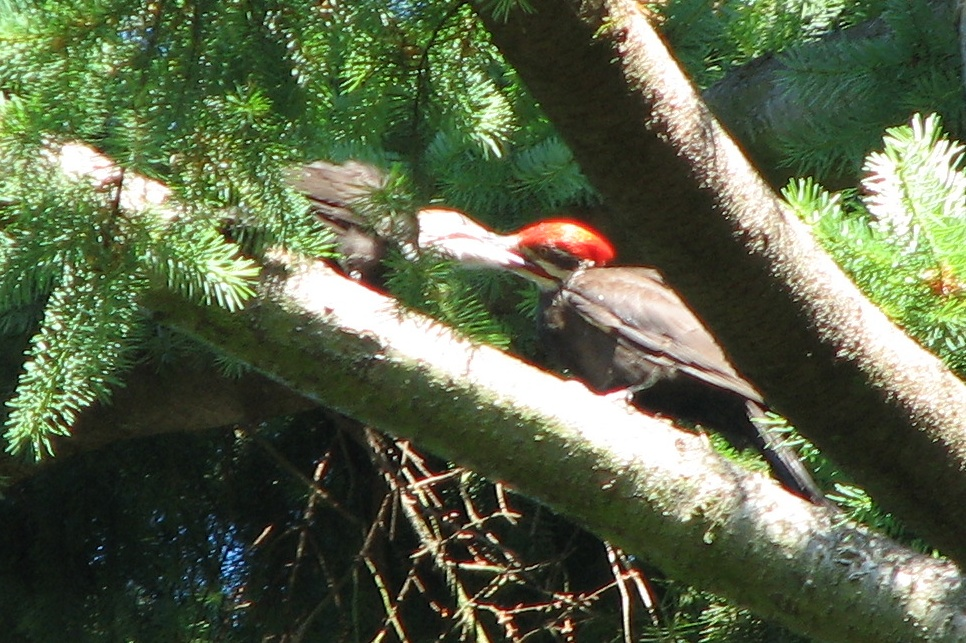
Самец кормит птенца путём отрыгивания
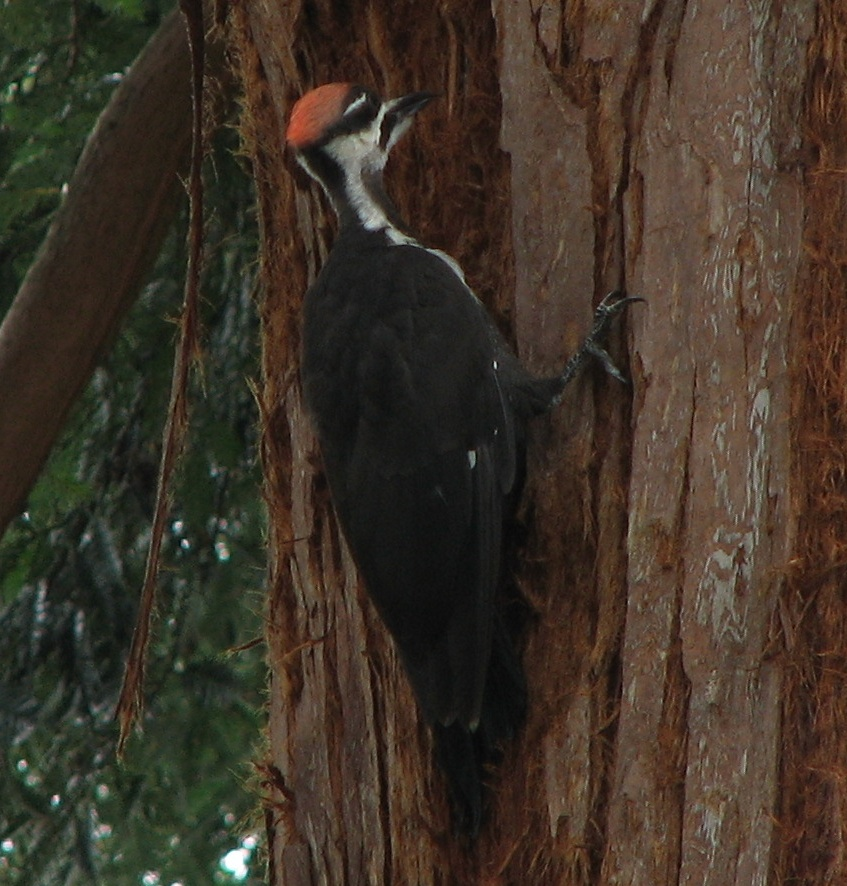
Молодая самка
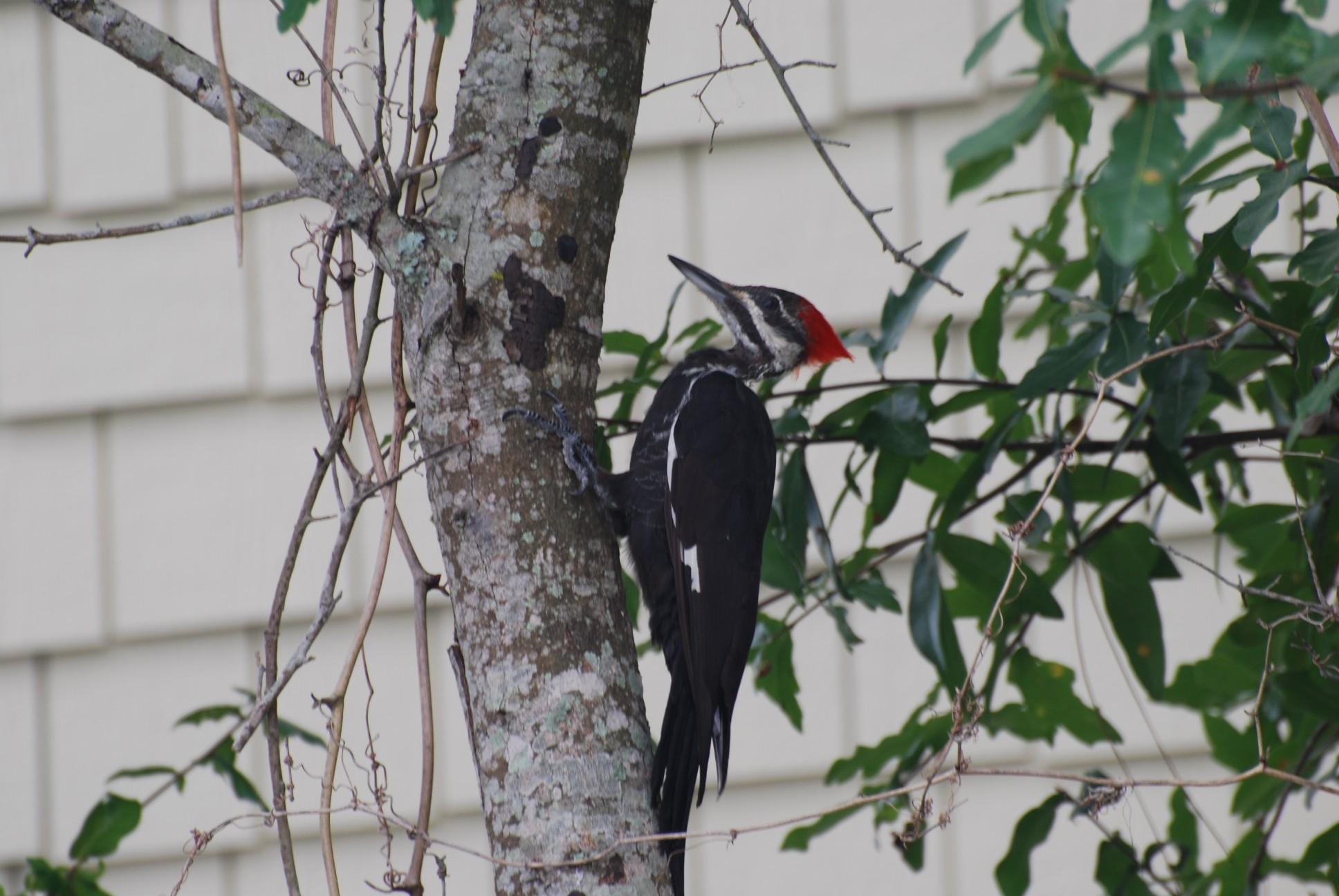
Взрослая самка